# Jahfarr Wilnis
Jahfarr Wilnis (ur. 26 lutego 1986 w Utrechcie) – holenderski kick-boxer surinamskiego pochodzenia, zwycięzca turnieju Kunlun Fight wagi super ciężkiej z 2015 oraz mistrz świata Enfusion w wadze ciężkiej z 2016. Zawodnik GLORY.

## Kariera sportowa
Od 22 roku życia wraz z młodszym bratem Jasonem trenuje kickboxing. Po roku treningów stoczył swoją pierwszą walkę.. Przez następne lata walczył głównie w Belgii, Holandii i Surinamie. W 2012 związał się z Glory World Series, debiutując dla niej 6 października tego samego roku w wygranym pojedynku na punkty przeciwko Marokańczykowi Jamalowi Ben Saddikowi. Po dwóch kolejnych zwycięstwach w organizacji nad Oguzen Ovguerem i Bricem Guidonem – obu nokautując, przyszedł czas na dwie porażki z rzędu, z Czechem Tomášem Hronem na punkty i Mladenem Brestovacem przez KO w pierwszej rundzie. Po porażce z tym drugim nie walczył prawie dziewięć miesięcy. Do ringu wrócił 3 stycznia 2015 roku podczas chińskiego turnieju Kunlun Fight wagi super ciężkiej. W przeciągu sześciu miesięcy stoczył cztery zwycięskie pojedynki (m.in. pokonując Romana Kryklie i  w finale 7 czerwca Hesdy'ego Gergesa) wygrywając tym samym ostatecznie całe zawody.
9 października 2015 wrócił do Glory biorąc udział w turnieju pretendentów wagi ciężkiej. W półfinale pokonał Bena Edwardsa przez TKO po niskich kopnięciach, natomiast w finale uległ niejednogłośnie na punkty Benjaminowi Adegbuyiowi. 9 stycznia 2016 przegrał w rewanżu z Ukraińcem Romanem Kryklią, również na punkty na gali Kunlun Fight 36. Niecałe dwa miesiące później 27 lutego zmierzył się o mistrzostwo organizacji Enfusion wagi ciężkiej z obrońcą tytułu Marokańczykiem Ismaelem Lazaarem. Wilnis ostatecznie pokonał go jednogłośnie na punkty, odbierając mu tytuł.
16 kwietnia 2016 ponownie wziął udział w turnieju Glory, gdzie po pierwszej zwycięskiej walce, po raz kolejny przegrał w finale, tym razem z Ismaelem Londtem na punkty. Pod koniec roku 5 listopada na gali Glory 35 jeszcze raz spróbował wygrać turniej, jednak tym razem poszło mu jeszcze gorzej, gdyż odpadł już w pierwszym pojedynku przegrywając w rewanżowym starciu z Mladenem Brestovacem przez TKO w pierwszej rundzie. Trzecią porażkę z rzędu zaliczył 30 września 2017 w obronie mistrzostwa Enfusion, które stracił na rzecz Luisa Tavaresa ulegając mu na punkty.
Zwycięską niemoc przełamał 12 maja 2018 podczas Glory 53 pokonując jednogłośną decyzją sędziów w rewanżu Jamala Ben Saddika.

## Osiągnięcia
- 2015: Kunlun Fight Super Heavyweight Tournament – 1. miejsce w turnieju wagi super ciężkiej
- 2016–2017: mistrz świata Enfusion w wadze ciężkiej